# Aichryson divaricatum
Espèce
Aichryson divaricatum est une espèce de plante de la famille des Crassulaceae endémique à Madère.

## Liste des variétés
Selon Tropicos (22 juillet 2016) :
- variété Aichryson divaricatum var. pubescens Praeger

## Description
- Plante herbacée atteignant 40 cm de haut.
- Les feuilles sont en forme  de losange et n'ont pas de poil.
- Fleurs jaunes en corymbe lâche[2]. La hampe florale atteint 60 cm de haut.

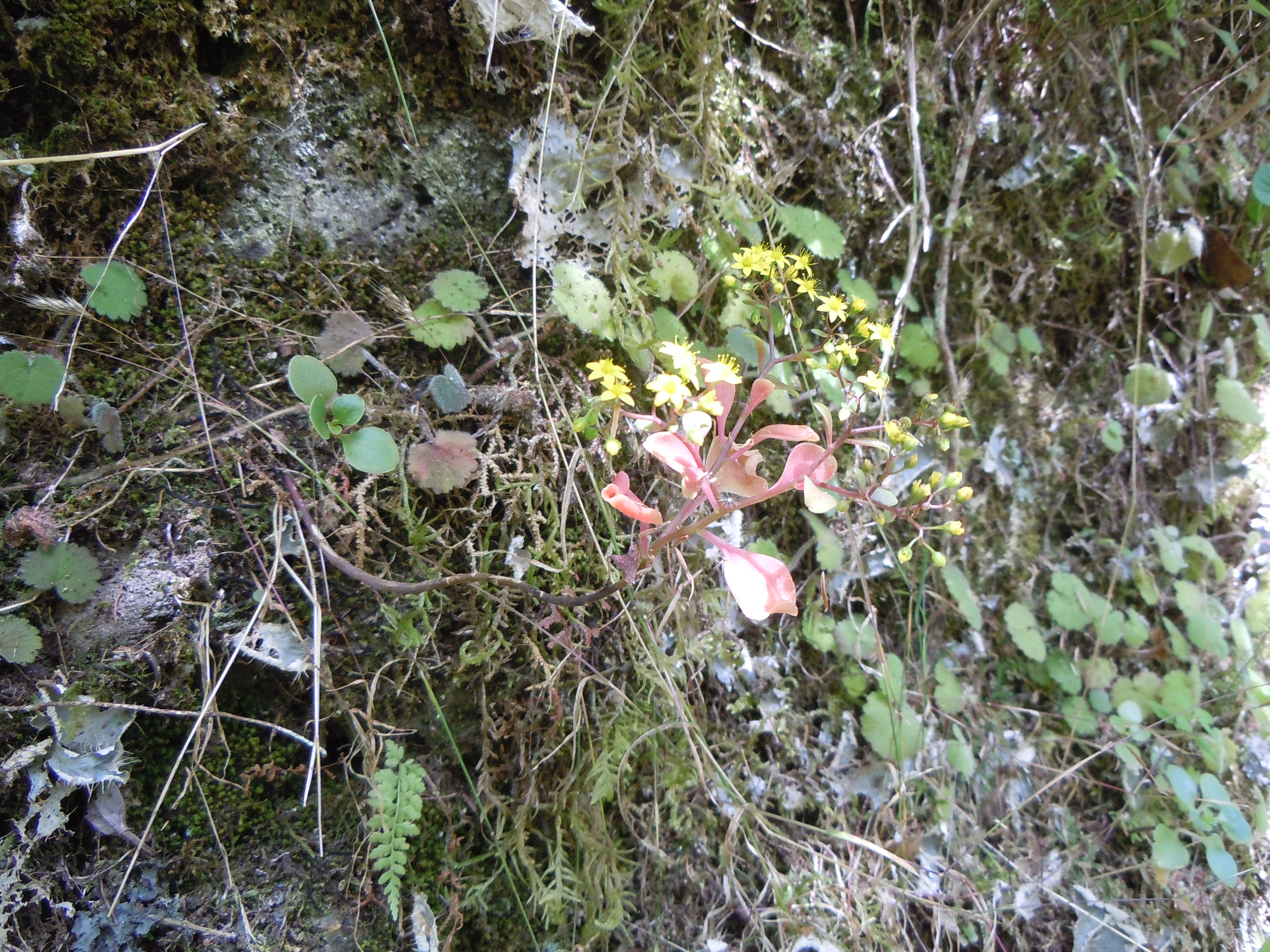
Vue de la plante sur le talus d'une levada à Madère.

. 

## Habitat
Aichryson divaricatum se rencontre dans la laurisylve de Madère